# Hilda
Hilda er et pigenavn, der er en latinisering af det oldnordisk "Hildr", som også kendes i den islandske form Hildur. Alternativt kan det stamme fra oldhøjtysk "Hiltja", der betyder "kamp". I denne udgave findes også variationerne Hilde og Hildegard.
Ifølge Danmarks Statistik bærer lidt mere end 1.500 danskere et af disse navne.

## Kendte personer med navnet
- Hildegard af Bingen, tysk abbedisse, forfatter, læge og komponist.
- Hilde Gerg, tysk skiløber.
- Hilda Heick, dansk sanger.
- Hildegard Knef, tysk skuespiller og sanger.
- Hilde Levi, tysk-dansk fysiker og dr.phil.
- Hildur Alice Nilson, svensk sanger (kendt som Alice Babs).
- Hilda Sehested, dansk komponist.
- Margaret Hilda Thatcher, engelsk politiker.

## Navnet anvendt i fiktion
- Hilda er en figur i Ugly Betty serien; hun er Bettys storesøster og spilles af Ana Ortiz.
- Hilda er en bifigur fra Anders And-universet. Hun er gift med Sorteper.
- Hilda er en figur i tegnefilmserien Sabrina.

## Anden brug af navnet
- (153) Hilda, en asteroide.